# W. West Engineers
W. West Engineers Ltd. war ein britischer Hersteller von Automobilen.

## Unternehmensgeschichte
George Holmes gründete 1967 nach seinem Ausscheiden aus Camber Cars das Unternehmen in Camber Sands und begann mit der Produktion von Automobilen und Kits. Der Markenname lautete Maya, nach einem Pferd seiner Frau. 1969 verunglückte Holmes tödlich. Im gleichen Jahr endete die Produktion. Insgesamt entstanden etwa sechs Exemplare.

## Fahrzeuge
Das einzige Modell GT war eine Weiterentwicklung des Camber GT. Die Front inklusive der zuvor zu niedrig angeordneten Scheinwerfer war überarbeitet worden. Das Coupé basierte auf dem Mini.